# Podgrađe (Nevesinje, BiH)
Podgrađe je naseljeno mjesto u općini Nevesinje, Republika Srpska, BiH.

## Stanovništvo

### 1991.
Nacionalni sastav stanovništva 1991. godine, bio je sljedeći:
ukupno: 29
- Srbi - 29

### 2013.
Nacionalni sastav stanovništva 2013. godine, bio je sljedeći:
ukupno: 6
- Srbi - 6

## Vanjske poveznice
- Satelitska snimka[neaktivna poveznica]